# Lasse Hallström

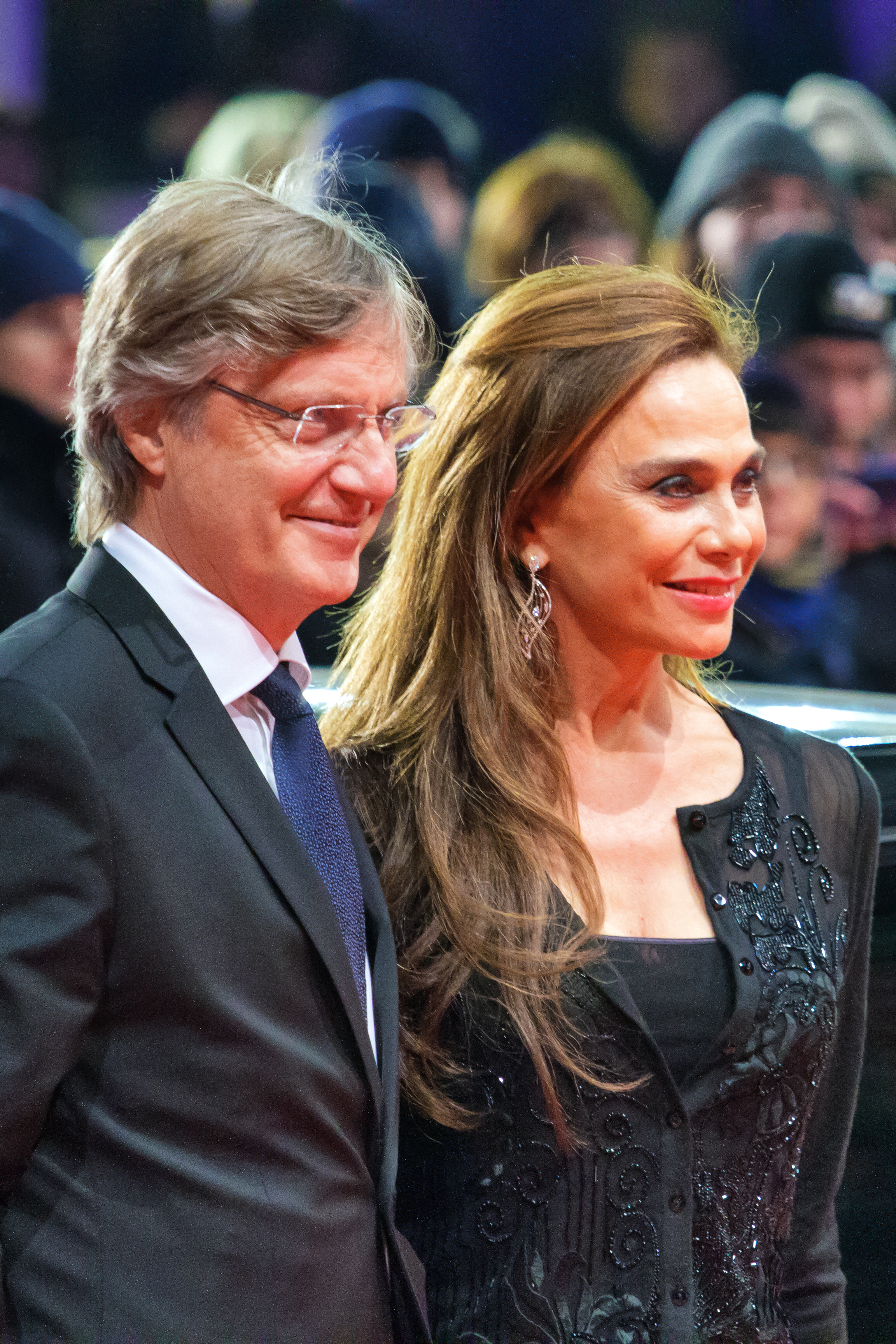
Lasse Hallström und Lena Olin 2013 auf der Berlinale

Lars Sven „Lasse“ Hallström (* 2. Juni 1946 in Stockholm) ist ein zweifach Oscar-nominierter schwedischer Filmregisseur und Drehbuchautor.

## Leben
Seine Karriere begann bereits in der Schulzeit, als ein schwedischer Fernsehsender einen von ihm hergestellten Dokumentarkurzfilm ausstrahlte. Danach arbeitete Hallström weiter für diesen Sender sowie für Unterhaltungssendungen des dänischen Fernsehens. Er war zugleich Regisseur, Autor, Kameramann und zum Teil Produzent seiner Werke.
International bekannt wurde er durch den Film über die Popgruppe ABBA (für die er auch fast alle Promo-Videos anfertigte) sowie durch Mein Leben als Hund, der 1987 Oscar-Nominierungen in den Kategorien Regie und Bestes adaptiertes Drehbuch (gemeinsam mir Per Berglund, Brasse Brännström und Reidar Jönsson) erhielt. Für einen Oscar nominiert waren auch seine späteren Filme Gilbert Grape – Irgendwo in Iowa und Gottes Werk & Teufels Beitrag.
Lasse Hallström ist in zweiter Ehe mit der schwedischen Schauspielerin Lena Olin verheiratet.

## Filmografie (Auswahl)
- 1974–1982: fast alle Videoclips der Gruppe ABBA
- 1977: ABBA – Der Film (ABBA – The Movie)
- 1979: Vater sein dagegen sehr (Jag är med barn)
- 1981: Der Gockel (Tuppen)
- 1985: Mein Leben als Hund (Mitt liv som hund)
- 1986: Wir Kinder aus Bullerbü (Alla vi barn i Bullerbyn)
- 1986: Neues von uns Kindern aus Bullerbü (Mer om oss barn i Bullerbyn)
- 1991: Ein charmantes Ekel (Once Around)
- 1993: Gilbert Grape – Irgendwo in Iowa (What’s Eating Gilbert Grape?)
- 1995: Power of Love (Something to Talk About)
- 1999: Gottes Werk & Teufels Beitrag (The Cider House Rules)
- 2000: Chocolat – Ein kleiner Biss genügt (Chocolat)
- 2002: Schiffsmeldungen (The Shipping News)
- 2005: Ein ungezähmtes Leben (An Unfinished Life)
- 2005: Casanova
- 2007: The Hoax
- 2009: Hachiko – Eine wunderbare Freundschaft (Hachi: A Dog’s Tale)
- 2010: Das Leuchten der Stille (Dear John)
- 2011: Lachsfischen im Jemen (Salmon Fishing in the Yemen)
- 2012: Der Hypnotiseur (Hypnotisören)
- 2013: Safe Haven – Wie ein Licht in der Nacht (Safe Haven)
- 2014: Madame Mallory und der Duft von Curry (The Hundred-Foot Journey)
- 2017: Bailey – Ein Freund fürs Leben (A Dog’s Purpose)
- 2018: Der Nussknacker und die vier Reiche (The Nutcracker and the Four Realms)
- 2022: Hilma
- 2024: The Darkness (Fernsehserie)
- 2025: Liebe findet uns (The Map That Leads to You)